# Liu Qizhen
Liu Qizhen (刘启祯S; 17 settembre 1995) è un giavellottista cinese.

## Palmarès
| Anno | Manifestazione      | Sede        | Evento                 | Risultato | Prestazione | Note                                     |
| ---- | ------------------- | ----------- | ---------------------- | --------- | ----------- | ---------------------------------------- |
| 2017 | Campionati asiatici | Bhubaneswar | Lancio del giavellotto | 5º        | 80,12 m     |                                          |
| 2018 | Giochi asiatici     | Giacarta    | Lancio del giavellotto | Argento   | 82,22 m     |                                          |
| 2019 | Campionati asiatici | Doha        | Lancio del giavellotto | 5º        | 80,19 m     | Miglior prestazione personale stagionale |
| 2019 | Mondiali            | Doha        | Lancio del giavellotto | 25º (q)   | 75,81 m     |                                          |